# Akiyoshidai-Quasi-Nationalpark
Der Akiyoshidai-Quasi-Nationalpark (japanisch 秋吉台国定公園 Akiyoshidai kokutei kōen) ist einer von über 50 Quasi-Nationalparks in Japan. Die Präfektur Yamaguchi ist für die Verwaltung des am 1. November 1955 gegründeten Parks zuständig. Mit der IUCN-Kategorie V ist das Parkgebiet als Geschützte Landschaft/Geschütztes Marines Gebiet klassifiziert.

## Landmarken und Sehenswürdigkeiten
Der Park umfasst einen Teil des namensgebenden Akiyoshi Plateaus (秋吉台 Akiyoshidai), eine Karstlandschaft, sowie über 400 Kalksteinhöhlen, darunter Japans größte Kalksteinhöhle Akiyoshidō (秋芳洞). Die Höhle ist 8700 m tief, davon ist etwa 1 Kilometer für Besucher zugänglich.
Die Bergwiesen des Plateaus werden jedes Jahr im Februar kontrolliert abgebrannt, um sie kurz zu halten.

## Galerie

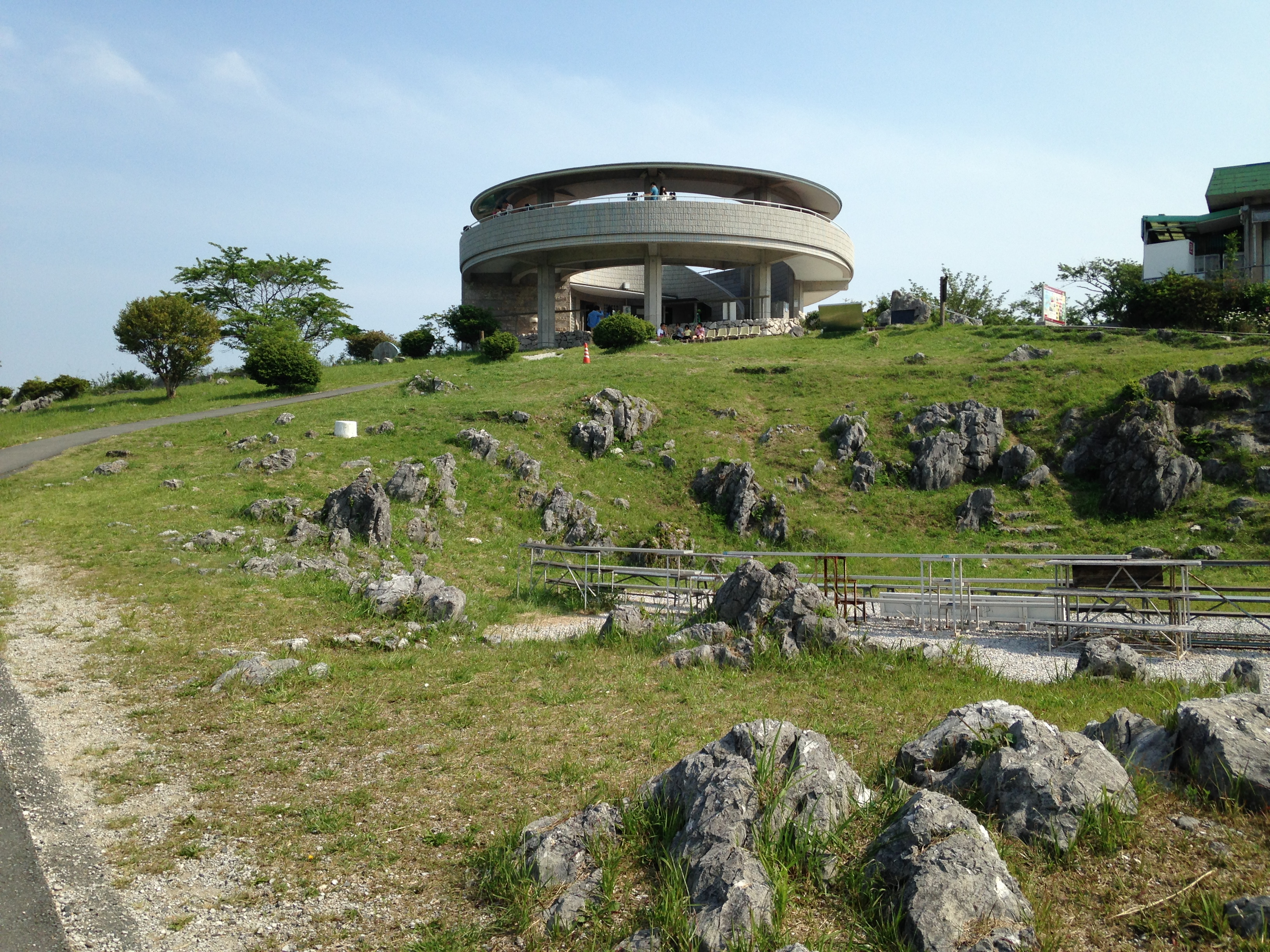
Observationsdeck im Akiyoshi Plateau
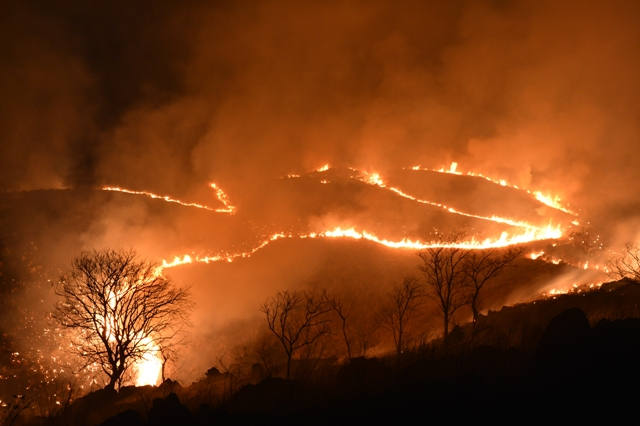
Kontrollierte Bergwiesen-Verbrennung im Februar
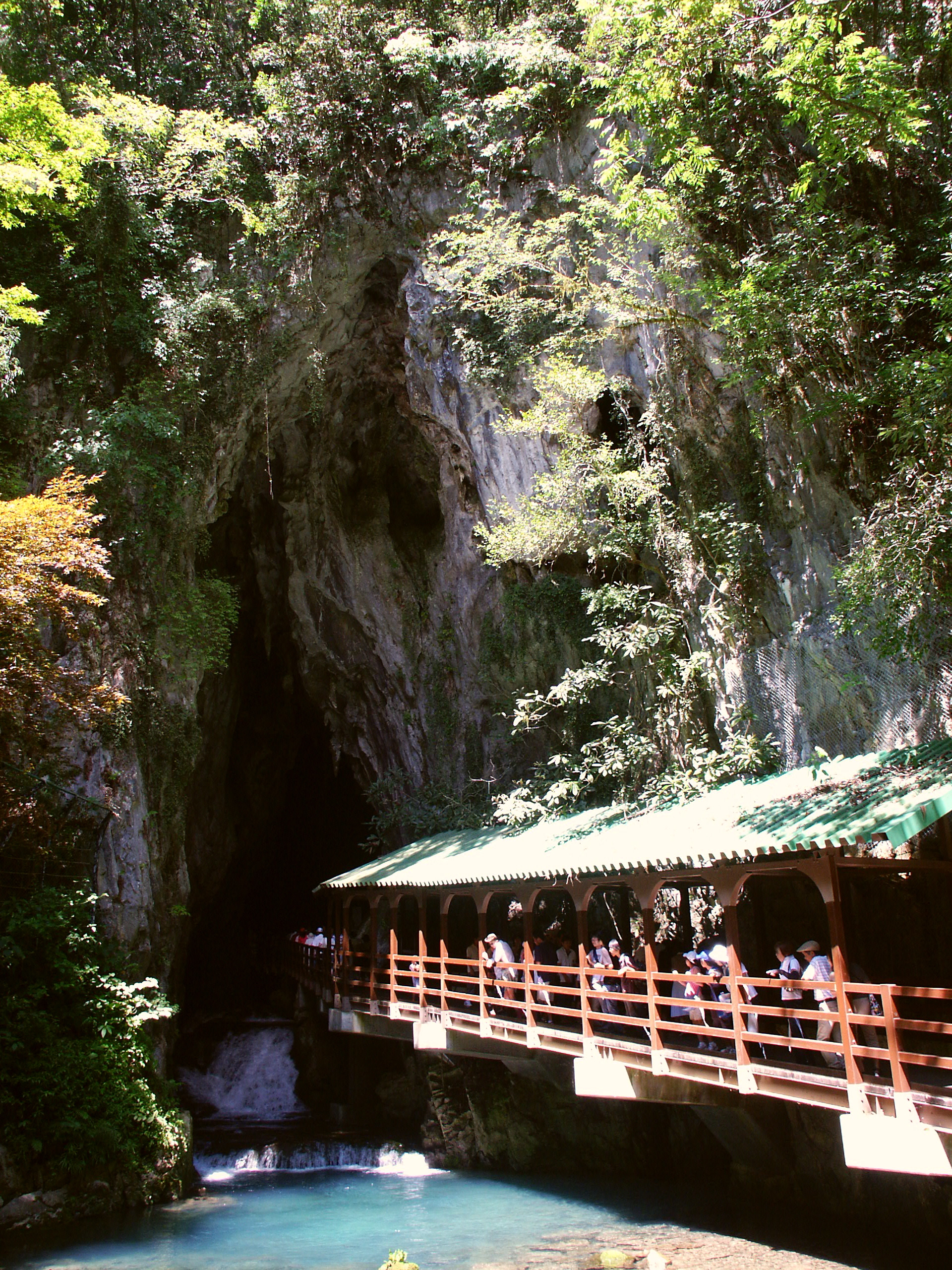
Eingang zur Akiyoshidō
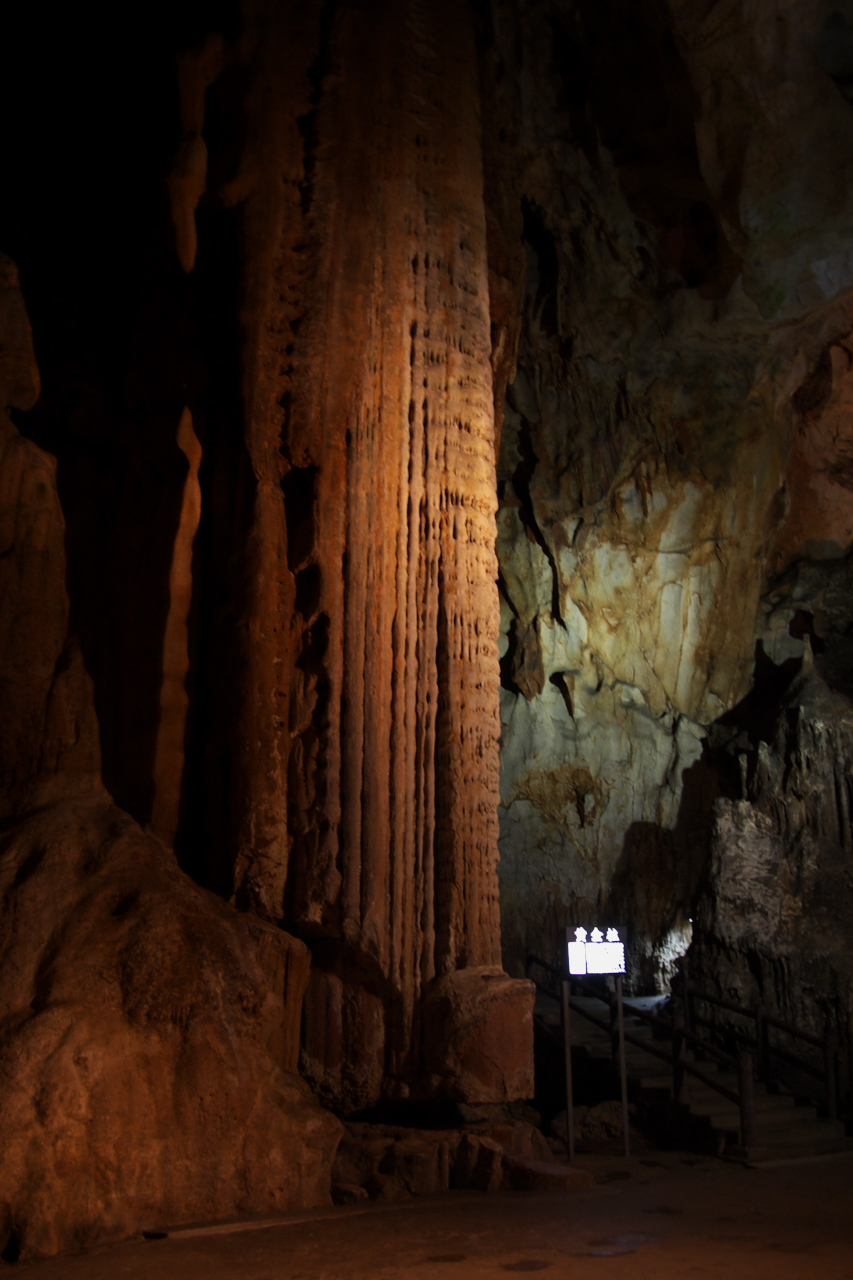
Stalaktit „Goldsäule“
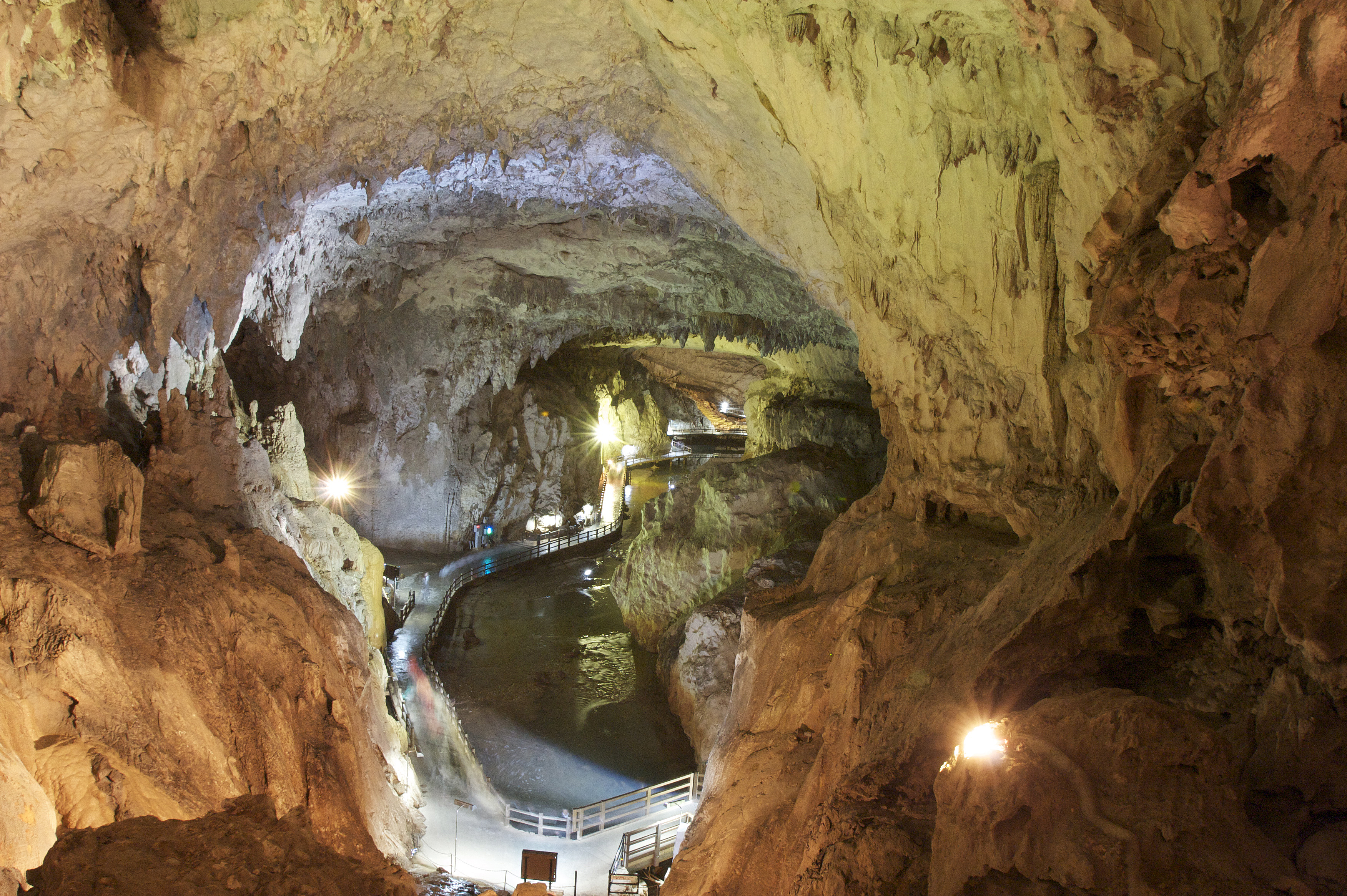
Akiyoshidō